# In supremo
In supremo (en español, En el supremo), conocido también como In supremo apostolatus fastigio, es un breve de Gregorio XVI datado el 3 de diciembre de 1839 en el que condena la esclavitud y el mercado de esclavos.  

## Contenido
El papa inicia el breve presentando su preocupación por el mercado de esclavos, como una de sus primeras preocupaciones como sumo pontífice.

In supremo Apostolatus astigio constiuti,et licet suffragantibus meritis gerentes vicen Jesu Christi Dei Flilli, qui propter nimiam caritatem suam Homo factus morti etiam pro Mundi redemptione dignatus est, ad Nostram pastoralem sollicitudinem peritinere animadvertimus, ut Fideles ab inhumano Nigritarum se aliorum quorumcumque hominum mercatu avertere penitus studeamus
Elevados al supremo ministerio del Apostolado, y ejerciendo sin mérito Nuestro el lugar de Jesucristo, Hijo de Dios, que por su sublime caridad se hizo hombre y se dignó morir por la redención del mundo, hemos considerado deber de Nuestra solicitud pastoral trabajar para apartar completamente a los fieles del indigno mercado de los negros y de cualquier otro ser humano.

Señala en el breve cómo la difusión del cristianismo mitigó los rigores de la esclavitud y modificó las relaciones entre amo y esclavo, que quedaron informadas por la práctica de la caridad. La fraternidad universal predicada con el evangelio y la identificación con Cristo de cualquier persona movieron a ese nuevo comportamiento. A veces esto dio lugar a que los amos otorgaran la libertad a sus esclavos e incluso -el breve recoge- las noticias dadas por Clemente I- de aquellos que, animados por la caridad más ardiente se entregaron en esclavitud para redimir a otros.
Sin embargo, en el momento en que la esclavitud prácticamente había desaparecido en los pueblos cristianos, han surgido en el mismo ambiente de países cristianos, movidos por la codicia, la esclavitud de indios, negros y otros pueblos, con el correspondiente comercio de esclavos.

como deber de su ministerio nunca dejaron de condenar este crimen, contrario a la salvación espiritual de quien lo comete, y deshonroso al nombre cristiano, previendo que con ello en las tribus de los infieles quedaría siempre confirmado el odio contra Nuestra verdadera Religión

El breve recuerda en el este sentido los siguientes documentos pontificios:
- Carta apostólica[2] de Pablo III, del 29 de mayo de 1537, dirigida al cardenal arzobispo de Toledo.[3]
- Carta apostólica de Urbano VIII, del 22 de abril de 1639 al Recaudador de los Derechos de la Cámara Apostólica en Portugal
- Benedicto XIV de fecha 20 de diciembre de 1741, a los Obispos del Brasil y otras regiones.[4]
- Pío II, del 7 de octubre de 1462, al obispo Rubicense,[5] antes de que partiese a la futura colonia portuguesa en Guinea.

También, en tiempos más cercanos a este breve, Pío VII trató con los poderes públicos para que cesase totalmente entre los cristianos el mercado de esclavos.
Estas intervenciones han aliviado esta situación, pero no lo suficiente para eliminar esta lacra, por esto el papa, queriendo hacer desaparecer este crimen en todas la tierras cristianas, después de considerarlo maduramente, y siguiendo el consejo del colegio cardenalicio

Estas intervenciones y estas sanciones de Nuestros Predecesores ayudaron no poco, con la ayuda de Dios, a los indios y a los demás al defenderlos de la crueldad y codicia de los invasores, es decir, de los mercaderes cristianos, pero no lo suficiente para asegurar que esta Santa Sede pueda regocijarse por el pleno éxito de sus esfuerzos en este campo; de modo que el comercio de negros, aunque ha disminuido grandemente en muchas partes, todavía lo ejercen numerosos cristianos. Por eso Nosotros, queriendo hacer desaparecer este crimen de todas las tierras cristianas, después de haberlo considerado con madurez, siguiendo también el consejo de Nuestros Venerables Hermanos Cardenales de la Santa Romana Iglesia, siguiendo las huellas de Nuestros Predecesores, con Nuestra autoridad Apostólica amonestamos e imploramos en el Señor encarecidamente a todos los fieles cristianos de toda condición que nadie, en adelante, se atreva a usar la violencia o despojar de sus bienes o reducir a nadie a la esclavitud, ni prestar ayuda o favor a los que cometen tales delitos. o quieren ejercer ese oficio indigno con el que se reduce a los negros a la esclavitud, como si no fueran seres humanos, sino puros y simples animales, sin distinción alguna, contra todo derecho de justicia y de humanidad, asignándolos a veces a trabajos muy duros. Además, quien ofrece una esperanza de lucro a los primeros saqueadores de los negros, también provoca revueltas y guerras perpetuas en sus regiones. Nosotros, considerando estas atrocidades indignas del nombre cristiano, las condenamos con Nuestra autoridad Apostólica: Prohibimos y vetamos la misma autoridad que cualquier clérigo o laico defienda como lícito el comercio de negros, con cualquier propósito o pretexto encubierto, y presuma 'enseñar' en modo alguno, pública o privadamente, contra lo que Nosotros hemos declarado con esta Nuestra Carta Apostólica.